# Rio de Janeiro Vôlei Clube 2015-2016
Questa voce raccoglie le informazioni riguardanti il Rio de Janeiro Vôlei Clube nella stagione 2015-2016.

## Organigramma societario
Area direttiva
- Presidente: Paulo Antônio Ubach Monteiro

Area tecnica
- Allenatore: Bernardo de Rezende
- Assistente allenatore: Ricardo Tabach
- Tecnico ausiliare: Hélio Ricardo Griner
- Scoutman: Roberta Correira Giglio

Area sanitaria
- Medico: Ney Coutinho Pecegueiro do Amaral
- Preparatore atletico: Marco Antonio Jardim
- Fisioterapista: Guilherme de Britto Pereira Tenius, Marcio Fonseca Menezes

## Rosa
| N° | Nome                  | Ruolo | Data di nascita  | Nazionalità sportiva |
| -- | --------------------- | ----- | ---------------- | -------------------- |
| 1  | Gabriela Guimarães    | S     | 19 maggio 1994   | Brasile              |
| 2  | Mayhara da Silva      | C     | 9 aprile 1989    | Brasile              |
| 3  | Courtney Thompson     | P     | 4 novembre 1984  | Stati Uniti          |
| 5  | Regiane Bidias        | S     | 2 ottobre 1986   | Brasile              |
| 6  | Juciely Barreto       | C     | 18 dicembre 1980 | Brasile              |
| 9  | Roberta Ratzke        | P     | 28 aprile 1990   | Brasile              |
| 11 | Lorenne Teixeira      | S/O   | 8 gennaio 1996   | Brasile              |
| 12 | Natália Pereira       | S     | 4 aprile 1989    | Brasile              |
| 13 | Monique Pavão         | S/O   | 30 ottobre 1986  | Brasile              |
| 14 | Fabiana de Oliveira   | L     | 7 marzo 1980     | Brasile              |
| 15 | Ana Carolina da Silva | C     | 8 aprile 1991    | Brasile              |
| 16 | Paula de Barros       | C     | 20 marzo 1982    | Brasile              |
| 17 | Drussyla Costa        | S     | 1º giugno 1996   | Brasile              |
| 18 | Mikaella Costa        | P     | 14 giugno 1997   | Brasile              |
| 20 | Juliana Perdigão      | L     | 5 aprile 1991    | Brasile              |

## Statistiche

### Statistiche delle giocatrici
| Giocatrice     | Superliga Série A | Superliga Série A | Superliga Série A | Superliga Série A | Superliga Série A |
| Giocatrice     | P                 | PT                | AV                | MV                | BV                |
| -------------- | ----------------- | ----------------- | ----------------- | ----------------- | ----------------- |
| J. Barreto     | 22                | 240               | 172               | 51                | 17                |
| R. Bidias      | 9                 | 35                | 27                | 3                 | 5                 |
| D. Costa       | 25                | 31                | 25                | 3                 | 3                 |
| M. Costa       | 1                 | 0                 | 0                 | 0                 | 0                 |
| A.C. da Silva  | 27                | 253               | 126               | 90                | 37                |
| M. da Silva    | 13                | 108               | 68                | 32                | 8                 |
| P. de Barros   | 1                 | 5                 | 4                 | 1                 | 0                 |
| F. de Oliveira | 28                | 0                 | 0                 | 0                 | 0                 |
| G. Guimarães   | 25                | 316               | 272               | 35                | 9                 |
| M. Pavão       | 27                | 345               | 281               | 41                | 23                |
| J. Perdigão    | 0                 | 0                 | 0                 | 0                 | 0                 |
| N. Pereira     | 27                | 394               | 333               | 43                | 18                |
| R. Ratzke      | 28                | 26                | 6                 | 9                 | 11                |
| L. Teixeira    | 25                | 48                | 40                | 7                 | 1                 |
| C. Thompson    | 27                | 38                | 10                | 3                 | 25                |

P = presenze; PT = punti totali; AV = attacchi vincenti; MV = muri vincenti; BV = battute vincenti

NB: Non sono disponibili i dati relativi alla Coppa del Brasile, alla Supercoppa brasiliana e al Campionato sudamericano.